# 장미의 이름 (텔레비전 프로그램)
《장미의 이름》은 2001년 5월 5일부터 2002년 3월 27일까지 방송되었던 예능 프로그램이다.

## 방송 일정
| 방송 채널 | 방송 기간                        | 방송 시간                           |
| --------- | -------------------------------- | ----------------------------------- |
| SBS TV    | 2001년 5월 5일 ~ 2002년 2월 23일 | 매주 토요일 밤 9시 50분 ~ 10시 50분 |
| SBS TV    | 2002년 3월 6일 ~ 2002년 3월 27일 | 매주 수요일 밤 11시 5분 ~ 12시 15분 |

## 진행자
| 기수 | 진행자         | 진행 기간                          |
| ---- | -------------- | ---------------------------------- |
| 1기  | 남희석, 임성민 | 2001년 5월 5일 ~ 2001년 11월 3일   |
| 2기  | 남희석, 허수경 | 2001년 11월 10일 ~ 2002년 3월 13일 |
| 3기  | 송은이, 안선영 | 2002년 3월 20일 ~ 2002년 3월 27일  |

## 참고 사항
- 앞서 본 것처럼 2001년 가을개편 때 시작된 MBC 느낌표 때문에 시청률이 갈수록 떨어지자 2002년 3월 6일부터 매주 수요일 밤 11시 5분으로 옮겨갔는데 원년멤버 진행자 임성민은 남희석 하차 후 2002년 3월 20일부터 메인 MC로 투입된 송은이가 공동 진행자로 활동한 느낌표 '하자하자'에 더블 MC로 투입된 바 있었다.[6]

## 결방
- 2001년 12월 29일 - 송년특집 SBS 가요대전 1~2부 편성